# My Hero Academia: World Heroes' Mission
Học viện anh hùng: Nhiệm vụ giải cứu thế giới (僕のヒーローアカデミア THE MOVIE ワールドヒーローズミッション Boku no Hīrō Akademia Za Mūbī: Wārudo Hīrōzu Misshon) là bộ phim hoạt hình siêu anh hùng Nhật Bản ra mắt năm 2021, đây là phần phim điện ảnh thứ ba dựa trên bộ manga nổi tiếng Học viện siêu anh hùng của Kōhei Horikoshi. Phim được sản xuất bởi hãng Bones với vị trí đạo diễn do Kenji Nagasaki đạo diễn và phần kịch bản do Yōsuke Kuroda chấp bút. Bên cạnh đó, phim còn có sự tham gia lồng tiếng của Daiki Yamashita, Nobuhiko Okamoto, Yuki Kaji cùng với các diễn viên lồng tiếng khác. Phim lấy bối cảnh đoạn cuối của chương Endeavour Agency trong bộ manga cùng tên, khi Izuku Midoriya và các bạn cùng lớp được chọn để tham gia cùng nhóm anh hùng tiền bối để thực hiện nhiệm vụ ngăn chặn một vụ khủng bố có thể mang đến sự tuyệt vong của toàn nhân loại.

## Cốt truyện
Một nhóm những người chống đối những người có năng lực đã phá hủy một thành phố bằng việc giải phóng một loại khí, khiến cho tất cả năng lực của những người dân nơi đây bị vượt tầm kiểm soát, những người hùng vĩ đại nhất của Nhật Bản đã phân tán khắp thế giới để tìm kiếm kẻ cầm đầu và đưa hắn ta ra trước công lý. Là một phần của đội Endeavour, Deku, Bakugo và Todoroki đi đến quốc gia Otheon ở Châu Âu. Nhưng sau khi ngăn chặn một vụ cướp không thành công, Deku vô tình bị buộc tội giết người hàng loạt và đang chạy trốn với một tên tội phạm, cùng dưới sự truy đuổi gắt gao của cảnh sát và những kẻ khủng bố đang theo dõi mình.

## Lồng tiếng
| Nhân vật                         | Lồng tiếng                          | Lồng tiếng                        |
|                                  | Tiếng Nhật                          | Tiếng Anh                         |
| -------------------------------- | ----------------------------------- | --------------------------------- |
| Izuku Midoriya/Deku              | Daiki Yamashita                     | Justin Briner                     |
| Katsuki Bakugō/Dynamight         | Nobuhiko Okamoto                    | Clifford Chapin                   |
| Shōto Todoroki/Shoto             | Yuki Kaji                           | David Matranga                    |
| Enji Todoroki/Endeavor           | Tetsu Inada                         | Patrick Seitz                     |
| Keigo Takami/Hawks               | Yuichi Nakamura                     | Zeno Robinson                     |
| Fumikage Tokoyami/Tsukuyomi      | Yoshimasa Hosoya                    | Josh Grelle                       |
| Rody Soul                        | Ryo YoshizawaAsisa Sekine (lúc trẻ) | Ryan Colt Levy Cristina Vee (trẻ) |
| Pino                             | Megumi Hayashibara                  | Cristina Vee                      |
| Claire Voyance                   | Yōko Honna                          | Sarah Roach                       |
| Flect Turn                       | Kazuya Nakai                        | Robbie Daymond                    |
| Belos                            | Mariya Ise                          | Michelle Rojas                    |
| Shidero                          | Yūichirō Umehara                    | D.C. Douglas                      |
| Serpenters                       | Junya Enoki                         | Mike Haimoto                      |
| Leviathan                        | Shogo Sakata                        | Marcus D. Stimac                  |
| Rogone                           | Yuuki Hayashi                       | Jason Douglas                     |
| Allen Kay                        | Hirofumi Nojima                     | Brent Mukai                       |
| Salaam                           | Takuma Miyazono                     | Frank Todaro                      |
| Eijiro Kirishima/Red Riot        | Toshiki Masuda                      | Justin Cook                       |
| Kyoka Jiro/Earphone Jack         | Kei Shindō                          | Trina Nishimura                   |
| Tetsutetsu Tetsutetsu/Real Steel | Koji Okino                          | David Wald                        |
| Tamaki Amajiki/Suneater          | Yūto Uemura                         | Aaron Dismuke                     |
| Kugo Sakamata/Gang Orca          | Shuhei Matsuda                      | Tyler Walker                      |
| Taishiro Toyomitsu/Fat Gum       | Kazuyuki Okitsu                     | Kyle Hebert                       |
| Ken Ishiyama/Cementoss           | Kenta Ōkuma                         | Chris Rager                       |
| Moe Kamiji/Burnin                | Misato Kawauchi                     | Lisa Ortiz                        |
| Ochako Uraraka/Uravity           | Ayane Sakura                        | Luci Christian                    |
| Tsuyu Asui/Froppy                | Aoi Yūki                            | Monica Rial                       |
| Nejire Hado/Nejire-chan          | Kiyono Yasuno                       | Lindsay Seidel                    |
| Ryuko Tatsuma/Ryukyu             | Kaori Yagi                          | Katelyn Barr                      |
| Denki Kaminari/Chargebolt        | Tasuku Hatanaka                     | Kyle Phillips                     |
| Hanta Sero/Cellophane            | Kiyotaka Furushima                  | Christopher Bevins                |
| Mezo Shoji/Tentacole             | Masakazu Nishida                    | Ian Sinclair                      |
| Shinji Nishiya/Kamui Woods       | Masamichi Kitada                    | Aaron Roberts                     |
| Yu Takeyama/Mt. Lady             | Kaori Nazuka                        | Jamie Marchi                      |
| Setsuna Tokage/Lizardy           | Aoi Yūki                            | Dawn M. Bennett                   |
| Momo Yaoyorozu/Creati            | Marina Inoue                        | Colleen Clinkenbeard              |
| Minoru Mineta/Grape Juice        | Ryō Hirohashi                       | Brina Palencia                    |
| Hizashi Yamada/Present Mic       | Hiroyuki Yoshino                    | Dave Trosko                       |
| Toshinori Yagi/All Might         | Kenta Miyake                        | Christopher Sabat                 |
| WHA Director                     | Kiyomitsu Mizuuchi                  | Jeremy Schwartz                   |
| Roro Soul                        | Naomi Ohzora                        | Michelle Rojas                    |
| Lala Soul                        | Hina Natsume                        | Emi Lo                            |
| Eddie Soul                       | Toshitsugu Takashhina               | Ivan Jasso                        |

## Âm nhạc
Yuki Hayashi, người đã soạn nhạc cho phần phim anime dài tập Học viện anh hùng cũng như hai phần phim điện ảnh trước của Học viện anh hùng: Nhiệm vụ giải cứu thế giới sẽ trở lại với nhiệm vụ tương tự trong phần điện ảnh này. Nhạc nền chính của phim là bài hát "Empathy" của nhóm nhạc Asian Kung-Fu Generation. Ban nhạc này cũng sẽ trình bày bài hát khác của phim với tựa đề "Flowers". Danh sách các bài hát gốc của phim sẽ được phát hành vào ngày 6 tháng 8, 2021.
| Nhạc phim gốc Học viện anh hùng: Nhiệm vụ giải cứu thế giới | Nhạc phim gốc Học viện anh hùng: Nhiệm vụ giải cứu thế giới | Nhạc phim gốc Học viện anh hùng: Nhiệm vụ giải cứu thế giới |
| STT                                                         | Nhan đề                                                     | Thời lượng                                                  |
| ----------------------------------------------------------- | ----------------------------------------------------------- | ----------------------------------------------------------- |
| 1.                                                          | "Humarise"                                                  | 1:47                                                        |
| 2.                                                          | "Terrorism"                                                 | 1:54                                                        |
| 3.                                                          | "Nerves Before Dispatch – The Story So Far"                 | 4:18                                                        |
| 4.                                                          | "Opening"                                                   | 1:34                                                        |
| 5.                                                          | "From the Slums to the Cities"                              | 0:43                                                        |
| 6.                                                          | "Incident Occurs"                                           | 2:59                                                        |
| 7.                                                          | "Mysterious Villains"                                       | 1:27                                                        |
| 8.                                                          | "Tactics"                                                   | 1:01                                                        |
| 9.                                                          | "Impatience"                                                | 0:51                                                        |
| 10.                                                         | "Reasons to be Chased"                                      | 2:14                                                        |
| 11.                                                         | "Wanted Criminal"                                           | 1:40                                                        |
| 12.                                                         | "A Tough Decision"                                          | 1:09                                                        |
| 13.                                                         | "Deku’s Whereabouts"                                        | 0:51                                                        |
| 14.                                                         | "Rody’s Past"                                               | 2:17                                                        |
| 15.                                                         | "Pursuer"                                                   | 1:41                                                        |
| 16.                                                         | "Inferiority Complex"                                       | 2:39                                                        |
| 17.                                                         | "Rody’s Heart"                                              | 2:10                                                        |
| 18.                                                         | "Surprise Attack"                                           | 1:51                                                        |
| 19.                                                         | "Rescue"                                                    | 1:07                                                        |
| 20.                                                         | "Relief for Humanity"                                       | 2:02                                                        |
| 21.                                                         | "Opposition"                                                | 2:10                                                        |
| 22.                                                         | "Message"                                                   | 1:24                                                        |
| 23.                                                         | "Flect’s Trap"                                              | 5:43                                                        |
| 24.                                                         | "Fight Against the Strong"                                  | 4:03                                                        |
| 25.                                                         | "Flect’s Thoughts"                                          | 1:23                                                        |
| 26.                                                         | "Flect’s Power"                                             | 3:01                                                        |
| 27.                                                         | "Surrender"                                                 | 3:01                                                        |
| 28.                                                         | "Resolved Action"                                           | 3:07                                                        |
| 29.                                                         | "Todoroki’s Counterattack"                                  | 2:31                                                        |
| 30.                                                         | "The Spirit to Succeed"                                     | 4:51                                                        |
| 31.                                                         | "Go Straight!"                                              | 1:53                                                        |
| 32.                                                         | "Sacrifice and Peace – Friendship"                          | 2:16                                                        |
| Tổng thời lượng:                                            | Tổng thời lượng:                                            | 71:38                                                       |